# Aeroporto di Cannes Mandelieu
L'aeroporto di Cannes Mandelieu è un aeroporto francese situato 5 km ad ovest della città di Cannes e ad est del comune di Mandelieu-la-Napoule nel dipartimento delle Alpi Marittime.
Il gestore è la società Aéroports de la Côte d'Azur (ACA) che gestisce anche l'Aeroporto di Nizza Costa Azzurra. Aéroports de la Côte d'Azur ha annunciato il 26 luglio 2013 di aver acquisito il 99,9% delle azioni dell'AGST (Aeroporto di Saint-Tropez), precedentemente di proprietà del gruppo Reybier.

## Storia
L'aeroporto è stato completato nel 1930 da privati. Poi, nel 1937, divenne un aeroporto statale. Successivamente, il governo decise di aumentare la superficie dell'installazione a 155 ettari (79 ettari dei quali nel Comune di Cannes e 36 in quello di Mandelieu). A quel tempo, poiché era l'unico aeroporto per tutta la Costa Azzurra, i voli Air France arrivavano a Cannes.
Dopo la seconda guerra mondiale, le strutture parzialmente distrutte furono ricostruite e fu realizzata una pista di 1 100 metri. L'aeroporto prese il nome di "Cannes-Mandelieu".
Lo sviluppo dei voli commerciali e le nuove caratteristiche degli aeromobili portarono alla ricerca di un altro sito su cui costruire un nuovo aeroporto. Il sito prescelto era all'imbocco della pianura del Varo, poiché le colline che circondavano Cannes, infatti, rendevano impossibile l'atterraggio di grandi velivoli.
Per modernizzare le infrastrutture e costruire il terminal aeroportuale e gli hangar, nel 1966 il governo francese ha concesso l'aeroporto alla Camera di commercio e industria della Alpi Marittime. L'obiettivo dell'ente, oggi chiamato Camera di commercio e industria della Costa Azzurra, è di gestire e adeguare continuamente queste strutture alle esigenze economiche della regione. L'aeroporto di Cannes Mandelieu può quindi realizzare il suo scopo come hub per gli affari e il turismo sulla Costa Azzurra.